# Herman Teirlinck Instituut
Het Herman Teirlinck Instituut was van 1999 tot 2008 de naam van een theater- en kleinkunstopleiding in Antwerpen.

## Geschiedenis
In augustus 1946 ging Herman Teirlinck te Antwerpen van start met een 'studiotheater' van het Nationaal Toneel. Onder invloed van theaterman en scenograaf Gordon Graig, regisseur en pedagoog Konstantin Stanislavski en cultuurfilosoof Alain waren de uitgangspunten van deze opleiding het vooropstellen van het spel en de speler, het belang van expressiviteit van het lichaam, technische bekwaamheid en de dramatische verbeelding van de acteur. De Studio Herman Teirlinck leverde vele alumni aan de Vlaamse en Nederlandse theaters.  
In 1995 fuseerden vijftien hogescholen in de provincie Antwerpen tot 'Hogeschool Antwerpen'. Het Koninklijk Vlaams Conservatorium (directie Michael Scheck), het Hoger Instituut voor Dans (directie Aimé de Lignière) en het Hoger Instituut voor Dramatische Kunsten-Studio Herman Teirlinck (directie Toon Brouwers) werden samengevoegd tot één “Departement dramatische kunst, muziek en dans” van de Hogeschool Antwerpen, met Michael Scheck als departementshoofd.
Toen in 1995 het Koninklijk Vlaams Conservatorium en de Studio Herman Teirlinck dienden op te gaan in de Hogeschool Antwerpen omdat de overheid geen twee toneelopleidingen binnen een school wilde subsidiëren, gebeurde dit niet zonder weerstand. De toneelopleiding van het Conservatorium onder leiding van Dora van der Groen en de Studio onder leiding van Jan Decleir waren opleidingen met een andere invalshoek en andere accenten maar beide met een uitstekende reputatie. Gedurende vijf jaar werd dan ook binnen het voormalige Departement Dramatische Kunst, Muziek en Dans een aparte toneel Studio (Studio Herman Teirlinck) en toneel Dora Van der Groen (Koninklijk Vlaams Conservatorium) opleiding ingericht. In 1997 werd alvast een gezamenlijk Hoger Instituut voor Dramatische Kunst als koepel geaccepteerd, maar beide opleidingen hadden nauwelijks contact, en werden op verschillende adressen ingericht. Om budgettaire redenen werd in 2000 beslist dat beide opleidingen moesten convergeren naar een gezamenlijk programma, op één locatie. Deze opleiding, initieel met nog steeds twee klassen werd ingericht binnen het Herman Teirlinck Instituut, in naam refererend aan Herman Teirlinck, als onderdeel van het Departement Koninklijk Conservatorium. Johan Van Assche werd tot directeur van het Instituut aangesteld door het hogeschoolbestuur en geaccepteerd door studenten en docenten maar de klas Studio behield wel een eigen coördinator. Administratief en technisch was de opleiding eengemaakt, artistiek bleven er verschillen. In 2002 werd beslist de toneelopleiding van de klas Studio onder luid protest en opnieuw uit budgettaire overwegingen definitief op te doeken. Deze maatregel had een uitdovend effect. In het academiejaar 2002-2003 konden eerstejaarsstudenten enkel de eengemaakte opleiding volgen, de ouderejaars konden de specifieke opleiding afronden. Bleven: de toneel- en woordafdeling van het vroegere Conservatorium en de kleinkunstafdeling van de vroegere Studio. Zo ontstond de laatste jaren een eenvormige driejarige bachelor met een eenjarig masterprogramma.
Het Herman Teirlinck Instituut werd in 2008 onderdeel van het Koninklijk Conservatorium Antwerpen, Artesis Plantijn Hogeschool. Alle woordkunst, kleinkunst en acteeropleidingen werden gegroepeerd en met de opleidingen Muziek en Dans samengebracht op de campus deSingel in 2010. 

## Opleiding
De opleiding Drama telt drie afstudeerrichtingen: Kleinkunst, Acteren en Woordkunst.
Tot de docenten behoren: hoogleraar Toon Brouwers die onder meer theatergeschiedenis, dramaturgie en theateranalyse doceert in de drie afstudeerrichtingen. In de Kleinkunst-afstudeerrichting specifiek onder andere de tevens buiten de hogeschool bekende Peter De Graef, Elke Dom, Tine Embrechts, Kristien Hemmerechts, Han Kerckhoffs, Bart Meuleman, Wigbert Van Lierde, Mark Verstraete, Herwig Ilegems, Gert Portael, Stefaan Degand, Nico Sturm, Koen De Sutter, Koen van Kaam, Pieter Jan De Smet, Gert Bettens en Stijn Cole. In de Woordkunst-afstudeerrichting herkent men voor merites buiten het instituut onder andere Warre Borgmans, Mieke De Groote, Christophe Lambrecht, Annick Lesage, Bart Moeyaert, Vincent Rouffaer, Kurt Van Eeghem en Lucas Vandervost. Bij de afstudeerrichting Acteren zijn de namen van de docenten Frank Focketyn, Kristien Hemmerechts, Luc Nuyens, Johan Van Assche, Dora van der Groen en Kurt Van Eeghem ook bekend.

## Alumni

### Acteren
- 2000:
  - klas Dora: Valentijn Dhaenens, Mathijs Scheepers, Clara van den Broek, Korneel Hamers
  - klas Studio: Natali Broods, Karolien De Beck, Kristien De Proost, Ini Massez, Isabelle Van Hecke
- 2001:
  - klas Studio: Maarten Bosmans, Jeroen Perceval
- 2002:
  - klas Studio: Bert Haelvoet
- 2003:
  - klas Dora: Sus Slaets
  - klas Studio: Benny Claessens, Stefaan Degand, Kevin Janssens, Kyoko Scholiers
- 2004:
  - klas Studio: Joke De Bruyn
- 2005:
  - klas Dora: Rosa Vandervost
  - klas Studio: Ayesha Künzle, Maaike Neuville, Charlotte Vandermeersch
- 2006: Thomas Ryckewaert, Jonas Van Geel, Oscar Van Rompay
- 2007: Karel Tuytschaever
- 2008: Michael Vergauwen
- 2009: Stef Aerts, Matteo Simoni, Rik Verheye, Bart Hollanders
- 2012: Reindert Vermeire

### Woordkunst
- 2003: Anneleen Liégeois
- 2004: Lore Dejonckheere
- 2005: Sofie Lemaire, Elke Van Mello
- 2006: Lotte Mariën, Linde Merckpoel, Lieselot Ooms
- 2007: Sam De Bruyn
- 2009: Lotte Lesage
- 2010: Marieke Dilles

### Kleinkunst
- 2001: Nico Sturm, Stefaan Van Brabandt, Frank Mercelis
- 2002: Roy Aernouts, Jeroen Van Dyck , Abke Haring , Rik van Geel
- 2003: Louis van der Waal
- 2004: Mira Bertels, Line Van Wambeke (Lyne Renée),
- 2005: Riet Muylaert
- 2006: Frederik Huys
- 2007: Hannelore Bedert
- 2008: Katrin Lohmann, Liesa Van der Aa
- 2009: Brechtje Kat